# Budžak (Ukrajina)
Budžak je naziv za južni dio Besarabije, danas dio Odeške oblasti u Ukrajini. Pokrajina se nalazi se duž crnomorske obale između Dunava i Dnjestra i južno od Moldavije. Ističe se velikim brojem naroda koji u njoj žive. 

## Ime i zemljopis
Ovo područje se izvorno zvalo Besarabija, dok se ime Budžak odnosilo na manje područje unutarnje stepe. Ime Budžak nadjenuto je za vrijeme turske vlasti (1484. – 1812.) i dolazi od turske riječi "bucak" koja znači "kut" ili "trokut", a odnosi se na zemlju između Akkermana (Bilhoroda-Dnistrovskog), Bendera (Tighine) i Izmaila. Kako se ime "Besarabija" počelo rabiti za cijelu Moldaviju istočno od rijeke Pruta, ime Budžak proširilo se na cijelo južno područje kojim je vladalo Otomansko carstvo. 
Iako je područje Budžaka ostalo odvojeno od Republike Moldavije koja zauzima ostatak Besarabije, izraz se rijetko rabi, i umjesto njega se rabi izraz Južna Besarabija. Na ukrajinskom, bugarskom i ruskom jeziku, ova pokrajina se zove Буджак (Budžak), na rumunjskom Bugeac, a na turskom Bucak. Na ostalim jezicima, naziv za ovaj kraj se pisao i u obliku Budjak, Budzhak, Bujak, Buchak, Budziac, a na nekim mjestima Budžak se nazivalo Budžačkom Tatarskom.

## Povijest
U starom vijeku, stanovnici Budžaka bili su Dačani, Skiti, Kelti i na obalama Grci.
Od 9. do 12. stoljeća, ovo područje je bilo pod upravom Kijevske Rusi i Galicije-Volinske. Genovski trgovci su također izgradili nekoliko tvrđava na obalama Crnog mora te na Dunavu, dok su Nogajski Tatari također nastanjavali ovo područje prije preseljenja u Dobrudžu i Tursku. Ozemlje Budžaka je za vrijeme vladavine Mircee Starijega, kneza iz Kuće Basarab bilo pod Vlaškom, a 1392. godine za vladavine Romana I. ušlo je u sastav Moldavske kneževine. Godine 1484., Stjepan Veliki bio je prisiljen predati dvije glavne utvrde Kiliju i Bilhorod-Dnistrovs'ki/Cetateu Albu Turskom carstvu. Ostatak regije ustupljen je Turcima 1538. nakon otomanskog vojnog pohoda.
Pod osmanskom vlašću, pokrajina se neslužbeno zvala "Besarabija", u čast vlaškog kneza Basaraba I., koji je prije istražio područje. Po drugoj teoriji, Besarabija je dobila ime od "božji rabi", "božji robovi".
Službeno, ovo područje nije bilo samo po sebi upravna jedinica, nego dijelom Özije odnosno ejaleta Silistrije.
Za vrijeme Napoleona, Budžak je zauzelo Rusko Carstvo za vrijeme rusko-turskog rata 1806. – 1812. Bukureštanski sporazum iz 1812. je prenio Budžak i cijelu Moldaviju istočno od Pruta u vlast Ruskog carstva. Pripojenjem Rusiji, počelo se koristiti Besarabija, ne samo za izvorno južno područje, nego i za cijelu istočnu polovicu povijesne Moldavije, dok se Budžak primjenjivalo za južnu Besarabiju.
Ruskim porazom u Krimskom ratu 1856., dio južne Besarabije, uključujući i Budžak, ustupljen je osmanskoj vazalnoj kneževini Moldavskoj te potom kraljevini Rumunjskoj, nakon što se Moldavska ujedinila s Vlaškom 1862.
Događaji koji su uslijedili, Rusko-turskom ratu 1877. – 1878., Sanstefanskim mirom i Berlinskim sporazumom priznate su puna nezavisnost nove Kraljevine Rumunjske, ali je Budžak opet prenesen pod vlast Ruskog carstva.
Poslije prvog svjetskog rata, Budžak je, skupa s cijelom Besarabijom priključen Rumunjskoj, gdje je upravno potpao pod okruge Ismail i Cetatea Albă (judeţe).
1939. godine, tajnim dodatkom u sporazumu između Molotova i Ribbentropa, Besarabija je dodijeljena interesnoj sferi Sovjetskog Saveza. 
U lipnju 1940., Sovjeti su dali ultimatum Rumunjskoj, zahtijevajući da im se dâ Besarabiju i Sjevernu Bukovinu. Rumunjska je ustukla i područje je pripojeno SSSR-u. Središnja i sjeverna Besarabija su postale nova sovjetska SSR, Moldavska SSR. Budžak je postao dijelom već postojeće SSR, Ukrajinske SSR. 
Nakon što je Treći Reich objavio rat SSSR-u u lipnju 1941., Rumunjska se stavila na stranu Osovinskih sila, te je izvršila invaziju te vratila izgubljena ozemlja duž Prekodnistrovlja (područje između rijeka Dnjestar i Južni Bug). Ista područja si je vratio SSSR u velikom protunapadu 1944., i unatoč činjenici što se Rumunjska pridružila Saveznicima, ostala su pod sovjetskom vlašću temeljem odnosa iz 1940. godine. 
Padom Sovjetskog Saveza, Budžak je postao dijelom novonezavisne Ukrajine. Ali, bilo je zahtjeva unutar Rumunjske za dovođenje ove pokrajine pod rumunjsku vlast, zbog njene povijesti - bila je dijelom Moldavska kneževina i značajna rumunjska manjina je živjela (i dan-danas živi) ondje i zbog nezakonitog pripojenja od strane SSSR-a temeljem sporazuma Molotov-Ribbentrop.

## Narodnostni sastav i stanovništvo
Glavne narodnosti u Budžaku su Ukrajinci, Bugari, Rusi i Rumunji. Budžak je također bio domom brojnim malim narodnostnim i vjerskim skupinama. Muslimanski, turkijskogovorni Nogajski Tatari su bili budžačkim stanovnicima za osmanske vlasti sve do 18. stoljeća. Brojni su bili prisiljeni napustiti ovu pokrajinu od strane nove carske ruske vlasti i preselili su se istočnije. 
Kao i Moldova, Budžak je dom maloj zajednici Gagauza, turkijskog naroda pravoslavne vjere, koji su došli s Balkana koncem 18. stoljeća i početkom 19. stoljeća. Gagauzi su se naselili na područjima s kojih su Nogajski Tatari iselili.
Bugari u ovoj pokrajini su znani kao Besarabijski Bugari, koji su, kao i Gagauzi, potomci doseljenika s Balkana koji su se naselili u područja koja su Nogajci napustili.
Budžak je bio i domovinom određenom broju Besarabijskih Nijemaca podrijetlom iz Württemberga i Pruske, koji su se ondje naselili početkom 19. stoljeća. Velika površina je kultivirala Budžačke stepe zapadno od Bilhoroda-Dnistrovskog (Akkermana), znanih i kao "Kronsland."  Rečeni Nijemci su bili preseljeni nakon što su Sovjeti zauzeli Besarabiju 1940. godine. Ove "Nijemce izvan Njemačke", ili Folksdojčere se preselilo u područja nacističke Velike Njemačke.
Do drugog svjetskog rata, u Budžaku je živio značajan broj Židova, koji su bili uveliko istrijebljeni kao i većina Besarabijskih Židova.
Prema ukrajinskom popisu iz 2001. godine, Budžak je imao 617.200 stanovnika. Od toga, većinu su činili Ukrajinci s 248.000 (40%), a ostatak su manjine s idućim postotnim udjelima u ukupnom iznosu: 129.000 Bugara (21%), 124.500 Rusa (20%) te 78.300 Rumunja (13%). 
Bugari su najznačajnija narodnosna skupina u okruzima Artsyzu (39%), Bolhradu (61%) i Tarutine (38%), dok Rusi imaju značajni udio u gradu Izmajilu (44%), a Rumunji u okrug Reni (49%). Svi ostali okruzi u ovoj pokrajini imaju ukrajinsku većinu.
U okrugu Izmajilu, 29% stanovnika su Ukrajinci, 28% Rumunji, i 26% Bugari. Primjetno je da se u ovom rajonu rumunjski broj povećao za 1 postotak od 1989. godine, dok brojčano Ukrajinci i Bugari opadaju. Ovo nije zbog toga što se broj Rumunja povećao, nego je prije slučaj zbog toga što se broj Rumunja sporije smanjiva nego što se smanjuje broj Ukrajinaca, Rusa i Bugara.
U rajonu Sarati, broj rumunjskih stanovnika se povećao u velikom postotku, za oko 154%. Ovo kretanje je najvjerojatnije rezultat represije nad Rumunjima za sovjetske vlasti, kada su bili prisiljeni izjasniti se prije kao Rusi nego kao Moldavci, pa se radi o slučaju vraćanja na izvorni nacionalni osjećaj.

## Rajoni (okruzi) u Budžaku
- Reni (Reni/Reni/Tomarovo)
- Kilia (Chilia-Nouă/Kiliya)
- Izmajil (Ismail/Izmail)
- Tatarbunari (Tatarbunar/Tatarbunary)
- Artsiz (Arciz/Artsiz)
- Bilhorod-Dnistrovski (Cetatea Albă/Belgorod-Dnestrovskiy/Akkerman)
- Tarutine (Tarutino/Tarutino)
- Bolhrad (Bolgrad/Bolgrad)
- Sarata (Sărata/Sarata)

Ukupno stanovnika u navedenim rajonima: 481.000

## Gradovi u Budžaku
- Izmajil (Ismail/Izmail)
- Bilhorod-Dnistrovski (Cetatea Albă/Belgorod-Dnestrovskiy/Akkerman)